# カムチャツカ川

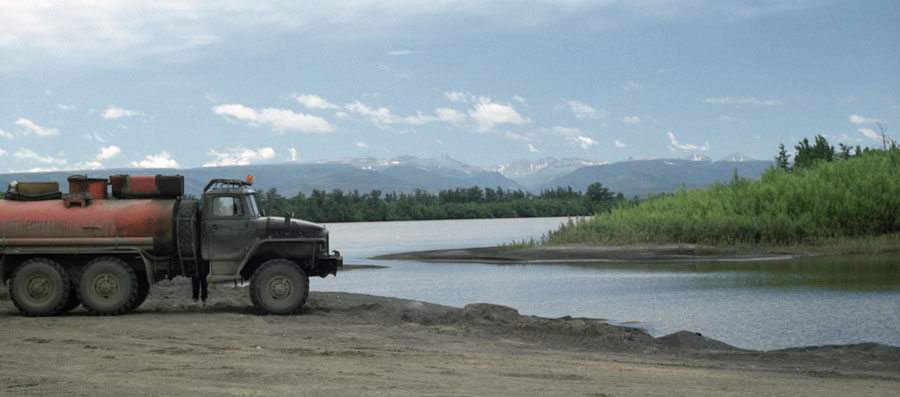
カムチャツカ川

カムチャツカ川（カムチャツカがわ、ロシア語: Камча́тка）は、ロシアのカムチャツカ地方にある全長758kmの河川。カムチャツカ半島の中央を南北に流れ、東部の太平洋にそそぐ。毎年数百万匹が産卵するサケの豊かな漁場で、先住民族イテリメンの生活の基盤であった。